# Tiger Telematics
Tiger Telematics — шведско-американская компания, основана в 2000 году Карлом Фриром и Стефаном Эрикссоном как Eagle Eye Scandinavian. Офисы находились в Техасе и в Хельсингборге. Производила провальную портативную консоль Gizmondo. Но в феврале 2006 года она стала банкротом.  
История компании "Tiger Telematics" 
В 2000 году Карл Фрир основал компанию как Eagle Eye Scandinavian. В 2002 году объединилась с Floor Decor, розничным продавцом ковров в Джексонвилле, Флорида. Объединенная компания вскоре переименовала свое имя в Tiger Telematics Inc. С новым тикером "TIGR". Она предприняла попытку конкурентничать с Sony и Nintendo на игровом рынке Великобритании и переехала в офис недалеко от аэродрома Фарнборо. Стефан Эрикссон, с которым Фрир познакомился во время предыдущего делового визита, был привлечен в компанию вместе с Петером Уфом и Йоханом Энандером.
Запуск Gizmondo
Устройство Gizmondo дебютировало в качестве концептуального продукта на немецкой выставке CeBIT в марте 2004 года, его дочернее европейское предприятие известное как Gametrac Europe, переименовано в Gizmondo Europe.